# Oissery
Oissery település Franciaországban, Seine-et-Marne megyében. Lakosainak száma 2488 fő (2022. január 1.). Oissery Brégy, Ognes, Silly-le-Long, Douy-la-Ramée, Forfry, Marchémoret, Saint-Pathus és Saint-Soupplets községekkel határos.

## Népesség
A település népességének változása:
| Lakosok száma | 2125 | 2199 | 2246 | 2276 | 2354 | 2431 | 2448 | 2459 | 2488 |
|               | 2013 | 2015 | 2016 | 2017 | 2018 | 2019 | 2020 | 2021 | 2022 |